# Epania scapularis
Epania scapularis är en skalbaggsart som beskrevs av Holzschuh 1991. Epania scapularis ingår i släktet Epania och familjen långhorningar. Inga underarter finns listade i Catalogue of Life.